# Armorial des communes d'Eure-et-Loir
- il comporte peu ou pas de sources.
- il reste des blasons à dessiner dans cet armorial.
- cet armorial n'utilise pas de modèle de présentation, ce qui améliorerait sa lisibillité en modification..

Cette page donne les armoiries (figures et blasonnements) des communes d'Eure-et-Loir
- Haut – A
- B
- C
- D
- E
- F
- G
- H
- I
- J
- K
- L
- M
- N
- O
- P
- Q
- R
- S
- T
- U
- V
- W
- X
- Y
- Z

(5 dessin(s) en attente. F(M?)NOP).

## A
| Blason de Allonnes | Blason  | De gueules à une éolienne sur son mât d'argent, accompagnée de huit épis de blé tigés, empoignés par deux et posés en bande à dextre et en barre à senestre, et soutenue de l'inscription « ALLONNES » en lettres capitales, le tout d'or. |
| Blason de Allonnes | Détails | Le statut officiel du blason reste à déterminer. |

| Blason de Anet | Blason  | Parti d'un mi-parti d'azur, à l'écusson d'or, chargé d'un écusson d'azur, surchargé d'un écusson d'argent, accompagné de huit croisettes d'or rangées en orle; et d'un écartelé, aux 1er et 4e d'azur à six besants d'argent, au chef d'or ; au 2d d'azur semé de fleurs de lys d'or au franc-quartier senestre d'argent chargé de trois croissants mal ordonnés de gueules ; au 3e d'argent emmanché de sable. |
| Blason de Anet | Détails | Le statut officiel du blason reste à déterminer. |

| Blason de Argenvilliers | Blason  | Parti: au 1er de sable à la façade d'église d'or ouverte et ajourée de sable, adextrée de son clocher d'or couvert de gueules sur une terrasse alésée de sinople et au chef cousu d'azur chargé d'un soleil d'or; au 2e coupé, au I de gueules au lion de sable, armé, lampassé et couronné d'or, au II d'argent à trois chevrons alésés de gueules, l'un sur l'autre, de longueur décroissante. |
| Blason de Argenvilliers | Détails | * Il y a là non-respect de la règle de contrariété des couleurs : ces armes sont fautives (lion de sable sur champ de gueules). Armes municipales en Pays Ornais, Denis Joulain. |

| Blason de Arrou | Blason  | Parti d'un coupé d'or à trois branches de bruyère de sinople, et d'azur à six annelets d’or ordonnés 3, 2 et 1 ; et d'hermine au chef de gueules. |
| Blason de Arrou | Détails | Le statut officiel du blason reste à déterminer.                                                                                                  |

| Blason de Aunay-sous-Auneau | Blason  | D'azur à deux gerbes de blé d'or rangées en fasce (à la filière du même). |
| Blason de Aunay-sous-Auneau | Détails | Présent sur les plaques de rue.                                           |

| Blason de Aunay-sous-Crécy | Blason  | D'argent à l'aulne au naturel; au chef échiqueté d'or et d'azur de deux tires et à trois tours d'argent ouvertes, ajourées et maçonnées de sable brochant sur l'échiqueté.. |
| Blason de Aunay-sous-Crécy | Détails | Armes parlantes. (aulne) Le statut officiel du blason reste à déterminer.                                                                                                   |

| Blason de Auneau | Blason  | Deux écus accolés : le premier de gueules à la bande d'argent, le second d'or à cinq cotices de gueules. |
| Blason de Auneau | Détails | Le statut officiel du blason reste à déterminer.                                                         |

| Blason de Auneau-Bleury-Saint-Symphorien | Blason  | Écartelé : au 1er d'azur à trois gerbes de blé d'or, au 2e d'or à cinq cotices de gueules, au 3e d'argent à la bande de gueules, au 4e de gueules à trois besants d'argent chargés chacun d'une charrue de sable. |
| Blason de Auneau-Bleury-Saint-Symphorien | Détails | Confirmé par le Conseil français d'héraldique le 23 avril 2016. |

| Blason de Les Autels-Villevillon | Blason  | D'argent à trois chevrons de gueules; au chef parti, au 1er d'or au fer à cheval de sable, au 2e d'azur à la rose d'or et à la foi alésée d'argent brochant sur la partition. |
| Blason de Les Autels-Villevillon | Détails | Le statut officiel du blason reste à déterminer. |

| Blason de Authon-du-Perche | Blason  | D'or au sautoir de gueules, sur le tout, d'argent à trois chevrons brisés de sable. |
| Blason de Authon-du-Perche | Détails | Le statut officiel du blason reste à déterminer.                                    |

Pas d'information pour les communes suivantes : Abondant, Allaines-Mervilliers, Allainville (Eure-et-Loir), Alluyes, Amilly (Eure-et-Loir), Arcisses (Eure-et-Loir), Ardelles, Ardelu, Autheuil (Eure-et-Loir)
- Haut – A
- B
- C
- D
- E
- F
- G
- H
- I
- J
- K
- L
- M
- N
- O
- P
- Q
- R
- S
- T
- U
- V
- W
- X
- Y
- Z

## B
| Blason de Bailleau-l'Évêque | Blason  | D'or à la crosse à l'antique de pourpre posée en pal et accompagnée, à dextre, d'un chêne de sinople, chargé de cinq glands d'or et fûté au naturel, à senestre, d'une hure de sanglier de sable, allumée et défendue d'argent; au chef d'azur chargé d'un mur non crénelé d'argent, maçonné de sable et ouvert du champ, flanqué de deux tours d'argent maçonnées de sable, et couvertes du même. |
| Blason de Bailleau-l'Évêque | Détails | Le statut officiel du blason reste à déterminer. |

| Blason de Bailleau-le-Pin | Blason  | De gueules à la bande d'or chargée de trois pommes de pin tannées posées à plomb, accompagnée en chef d'un bélier, et, en pointe de deux gerbes de blé d'or liées de tanné, rangées en bande. |
| Blason de Bailleau-le-Pin | Détails | Armes parlantes. Le statut officiel du blason reste à déterminer. |

| Blason de Barjouville | Blason  | D'or à la bande d'azur chargée de trois oies d'argent posées à plomb, accompagnée en chef de deux coquilles du même, rangées en bande, celle du chef brochant sur l'autre, et, en pointe de trois peupliers de sinople rangés en bande. |
| Blason de Barjouville | Détails | * Il y a là non-respect de la règle de contrariété des couleurs : ces armes sont fautives (coquilles d'argent sur champ d'or). Le statut officiel du blason reste à déterminer.                                                         |

| Blason de Bazoche-Gouet (La) | Blason  | Parti d'argent à deux chevrons de sable, et du premier à trois chevrons brisés cousus d'or.                                                                                             |
| Blason de Bazoche-Gouet (La) | Détails | * Ces armes emploient le terme « cousu » dans le seul but de contrevenir à la règle de contrariété des couleurs : elles sont fautives. Le statut officiel du blason reste à déterminer. |

| Blason de Beauche | Blason  | D'or au chevron d'azur chargé de cinq annelets du champ. |
| Blason de Beauche | Détails | Le statut officiel du blason reste à déterminer.         |

| Blason de Beaumont-les-Autels | Blason  | De sinople aux deux ombres de léopards l'un sur l'autre. |
| Blason de Beaumont-les-Autels | Détails | Le statut officiel du blason reste à déterminer.         |

| Blason de Beauvilliers | Blason  | Fascé d'argent et de sinople, les fasces d'argent chargées de six merlettes de gueules ordonnées 3.2.1. |
| Blason de Beauvilliers | Détails | Armes de la famille de Beauvilliers, Ducsde Saint-Aignan.                                               |

| Blason de Belhomert-Guéhouville | Blason  | D'azur à l'entrée de l'abbaye du lieu d'or, la porte centrale ouverte du champ accostée de deux porte fermées plus basses, surmontée d'un listel courbé d'argent chargé de l'inscription « Beatus Launomatus » de sable, le tout accompagné en chef à dextre, d'un écusson aussi d'argent à trois chevrons de gueules, senestré du nom Belhomert en lettres gothiques aussi d'or. |
| Blason de Belhomert-Guéhouville | Détails | Création Alain Boisseau. Adopté en 1984. |

| Blason de Berchères-Saint-Germain | Blason  | Coupé-ondé: au 1er d'azur à trois fleurs de lis d'or rangées en fasce et surmontées d'un lambel d'argent, au 2e de gueules au mouton d'argent, onglé d'or, accosté de deux épis du même, celui de dextre en bande et celui de senestre en barre, et soutenu d'un tuyau de canal ployé d'argent chargé d'une fleur de lys de sable. |
| Blason de Berchères-Saint-Germain | Détails | Le statut officiel du blason reste à déterminer. |

| Blason de Berchères-sur-Vesgre | Blason  | D'azur à trois gerbes de blé d'or accompagnées d'une fleur de lis du même en abîme. |
| Blason de Berchères-sur-Vesgre | Détails | Le statut officiel du blason reste à déterminer.                                    |

| Blason de Bleury-Saint-Symphorien | Blason  | De gueules à trois besants d'argent chargé chacun d'un soc de charrue de sable ; au chef d'azur chargé de trois gerbes de blé d'or.                                                                                         |
| Blason de Bleury-Saint-Symphorien | Détails | Blason de l'ancienne commune de Saint-Symphorien-le-Château * Il y a là non-respect de la règle de contrariété des couleurs : ces armes sont fautives (azur sur gueules).. Le statut officiel du blason reste à déterminer. |

| Blason de Boissy-en-Drouais | Blason  | D'azur à la fasce d'or chargée de trois boules de pain au naturel, accompagnée de trois épis de blé aussi d'or. |
| Blason de Boissy-en-Drouais | Détails | Le statut officiel du blason reste à déterminer.                                                                |

| Blason de Bonneval | Blason  | D'or à deux barres de sable. |
| Blason de Bonneval | Détails | Le statut officiel du blason reste à déterminer. |
| Blason de Bonneval | Alias   | De gueules à un lion d'or sur une terrasse de sinople et tenant une hallebarde d'or dans sa dextre et un écusson du même chargé de deux barres de sable dans sa senestre. |

| Blason de La Bourdinière-Saint-Loup | Blason  | Coupé : au 1er parti au I de gueules à une foi d'argent, au II de sinople à sept épis de blé d'or empoignés en éventail et liés de gueules, au 2d d'or à un loup (marchant) de sable, allumé d'argent et lampassé de gueules. |
| Blason de La Bourdinière-Saint-Loup | Détails | Armes parlantes. (loup) Adopté le 13 mai 2019. |

| Blason de Boutigny-Prouais | Blason  | Parti d'azur à une roue de moulin d'argent soutenue d'une jumelle ondée alésée du même, et de sinople à la tour-clocher couverte d'argent maçonnée, ouverte et ajourée de sable, au chef d'argent chargé de trois trèfles de sinople. |
| Blason de Boutigny-Prouais | Détails | Création Josèphe Charles, Jean-Claude Mallet et Hervé Petit, adoptée le 9 septembre 2009. |

| Blason de Bréchamps | Blason  | De gueules à trois gerbes de blé d'or; à la filière d’argent. |
| Blason de Bréchamps | Détails | Le statut officiel du blason reste à déterminer.              |

| Blason de Brézolles | Blason  | D'or (D'argent) à la croix en filet les extrémités pattées [croix pattée estrée] de gueules, cantonnée de quatre aiglettes de sable (becquées, languées et membrées de gueules); sur le tout, écartelé aux 1er et 4e d'argent (de gueules) au lion d'or, aux 2e et 3e de sable (d'argent / d'or) à trois fasces d'or (de sable). |
| Blason de Brézolles | Détails | * Il y a là non-respect de la règle de contrariété des couleurs : ces armes sont fautives (or sur argent). Création Josèphe Charles, Jean-Claude Mallet et Hervé Petit, adoptée le 9 septembre 2009. |

| Blason de Briconville | Blason  | D'argent à trois chevronnels accompagnés de deux croissants en chef et d'une croisette ancrée en pointe, le tout de gueules. |
| Blason de Briconville | Détails | Création Josèphe Charles, Jean-Claude Mallet et Hervé Petit, adoptée le 9 septembre 2009.                                    |

| Blason de Brou | Blason  | D'azur à la bande d'or chargée d'un demi-vol dextre de sable posé à plomb, accompagnée de trois étoiles d'or. |
| Blason de Brou | Détails | Adopté en 1913.                                                                                               |

| Blason de Brunelles | Blason  | D'argent à la fasce de gueules chargée de trois besants d'or. |
| Blason de Brunelles | Détails | Le statut officiel du blason reste à déterminer.              |

| Blason de Bû | Blason  | De sinople à la gerbe d'or et à une faux, une houe et une cognée d'argent emmanchées au naturel et posées en bouquet, le tout lié par un bandeau de gueules dont l'une des extrémités noue un sécateur d'argent pendu par sa bride au manche de la cognée. |
| Blason de Bû | Détails | Adoptées officiellement le 14 octobre 2011. |

Pas d'information pour les communes suivantes : Baigneaux (Eure-et-Loir), Baignolet, Bailleau-Armenonville, Barmainville, Baudreville (Eure-et-Loir), Bazoches-en-Dunois, Bazoches-les-Hautes, Berchères-les-Pierres, Bérou-la-Mulotière, Béthonvilliers, Béville-le-Comte, Billancelles, Blandainville, Boisgasson, Boissy-lès-Perche, Boisville-la-Saint-Père, Boncé, Boncourt (Eure-et-Loir), Bouglainval, Le Boullay-les-Deux-Églises, Le Boullay-Mivoye, Le Boullay-Thierry, Bouville (Eure-et-Loir), Broué, Bullainville, Bullou
- Haut – A
- B
- C
- D
- E
- F
- G
- H
- I
- J
- K
- L
- M
- N
- O
- P
- Q
- R
- S
- T
- U
- V
- W
- X
- Y
- Z

## C
| Blason de Champhol | Blason  | D'or à une serpette de vigneron d'argent emmanchée d'azur, posée en pal, accostée de deux ceps de vigne de sable fruités d'une pièce aussi d'azur et feuillés d'une pièce de sinople, à la champagne du champ grillagée aussi de sable. |
| Blason de Champhol | Détails | Le statut officiel du blason reste à déterminer. |

| Blason de Champrond-en-Gâtine | Blason  | Écartelé : au 1) d'argent au village au naturel, les toits tous de gueules, au 2) d'azur au gland d'or feuillé de deux pièces de sinople en chevron, au 3) d'azur à l'épi de blé d'or posé en bande, au 4) d'argent aux cinq ondes alésées d'azur ; sur le tout d'argent aux trois chevrons de gueules. |
| Blason de Champrond-en-Gâtine | Détails | Le statut officiel du blason reste à déterminer. |

| Blason de Champrond-en-Perchet | Blason  | D'argent à trois chevrons de gueules, à un tourteau chargé d'une gerbe de blé d'or brochant sur le tout. |
| Blason de Champrond-en-Perchet | Détails | Adopté le 26 juin 2024.                                                                                  |

| Blason de Charbonnières | Blason  | D'argent à trois chevrons de gueules; sur le tout, d'or à un chêne de sable. |
| Blason de Charbonnières | Détails | Création : JF Binon. Adopté en novembre 2021.                                |

| Blason de Charpont | Blason  | D'azur au chevron d'or accompagné de trois étoiles à huit rais du même. |
| Blason de Charpont | Détails | Le statut officiel du blason reste à déterminer.                        |

| Blason de Chartainvilliers | Blason  | Divisé en chevron d'argent et d'azur ; au chevronnel de gueules brochant sur la partition ; à la tour non crénelée d'or, ouverte et ajourée d'argent brochant sur le chevronnel ; à deux épis de blé d'or, tigés ployés et feuillés de sinople, posés en chevron renversé, les tiges appointées et brochant sur le tout. |
| Blason de Chartainvilliers | Détails | * Il y a là non-respect de la règle de contrariété des couleurs : ces armes sont fautives (argent sur or). Le statut officiel du blason reste à déterminer. |

| Blason de Chartres | Blason  | De gueules à trois besants d'argent, chacun chargé d'une inscription de sable, frappé au droit d'un denier du Moyen Âge du type bléso-chartrain accompagné à senestre d'une fleur de lys du même ; au chef cousu de France. |
| Blason de Chartres | Détails | Le statut officiel du blason reste à déterminer. |

| Blason de Châteaudun | Blason  | De gueules à trois croissants d'argent, au chef cousu d'azur chargé d'une croix de la Légion d'honneur. Devise / Cri« extincta revivisco » (éteinte, je renais).                                           |
| Blason de Châteaudun | Détails | * Ces armes emploient le terme « cousu » dans le seul but de contrevenir à la règle de contrariété des couleurs : elles sont fautives : azur sur gueules. Le statut officiel du blason reste à déterminer. |

| Blason de Châteauneuf-en-Thymerais | Blason  | De sinople au château d'argent, au chef cousu de France.          |
| Blason de Châteauneuf-en-Thymerais | Détails | Armes parlantes. Le statut officiel du blason reste à déterminer. |

| Blason de Châtelets (Les) | Blason  | D'azur à deux clefs d'argent passées en sautoir accompagnées en pointe d'un épi de blé tigé et feuillé d'or ; à la bordure crénelée d'or. |
| Blason de Châtelets (Les) | Détails | Le statut officiel du blason reste à déterminer.                                                                                          |

| Blason de Chaudon | Blason  | D'azur à un chevron d'or, surmonté d'un croissant d'argent, accompagné en chef de deux étoiles du second, et en pointe d'un cygne du troisième becqué et membré de gueules. |
| Blason de Chaudon | Détails | Le statut officiel du blason reste à déterminer. |

| Blason de Chaussée-d'Ivry (La) | Blason  | Coupé d'azur à deux fleurs de lys d'or, et de gueules à une truite d'argent à la queue levée, soutenue d'une jumelle ondée du même. |
| Blason de Chaussée-d'Ivry (La) | Détails | Le statut officiel du blason reste à déterminer.                                                                                    |

| Blason de Cherisy | Blason  | D'or à trois moulins à vent d'azur ; au chef échiqueté d'or et d'azur de deux tires. |
| Blason de Cherisy | Détails | Le statut officiel du blason reste à déterminer.                                     |

| Blason de Cloyes-sur-le-Loir | Blason  | D'or à un léopard de sable.                      |
| Blason de Cloyes-sur-le-Loir | Détails | Le statut officiel du blason reste à déterminer. |

| Blason de Coudray-au-Perche | Blason  | D'argent à trois chevrons de gueules accompagnés de trois coquerelles de sinople, celles du chef posées en chevron. |
| Blason de Coudray-au-Perche | Détails | Le statut officiel du blason reste à déterminer.                                                                    |

| Blason de Coulombs | Blason  | D'azur à l'écusson de France accompagné de trois colombes d'argent. |
| Blason de Coulombs | Détails | Armes parlantes. (colombes) Armoiries de l'Abbaye de Coulombs.      |

| Blason de Courtalain | Blason  | Mi-parti d'or à la croix de gueules cantonnée de seize alérions d'azur, quatre dans chaque canton (Montmorency) et d'argent au chef de gueules. |
| Blason de Courtalain | Détails | Le statut officiel du blason reste à déterminer.                                                                                                |

| Blason de Courville-sur-Eure | Blason  | D'argent à dix annelets de gueules ordonnés 3, 3, 3 et 1.          |
| Blason de Courville-sur-Eure | Détails | Adopté le 7 avril 1998. Armoiries de la famille des De Vieux Pont. |

| Blason de Crécy-Couvé | Blason  | D'azur à trois tours d'argent, ouvertes du champ, ajourées et maçonnées de sable. |
| Blason de Crécy-Couvé | Détails | Le statut officiel du blason reste à déterminer.                                  |

Pas d'information pour les communes suivantes : Cernay (Eure-et-Loir), Challet, Champagne (Eure-et-Loir), Champseru, La Chapelle-d'Aunainville, La Chapelle-du-Noyer, La Chapelle-Forainvilliers, La Chapelle-Fortin, Chapelle-Guillaume, Chapelle-Royale, Charonville, Charray, Chassant, Châtaincourt, Les Châtelliers-Notre-Dame, Châtenay (Eure-et-Loir), Châtillon-en-Dunois, Chauffours, Chuisnes, Cintray (Eure-et-Loir), Clévilliers, Cloyes-les-Trois-Rivières, Coltainville, Combres, Conie-Molitard, Corancez, Cormainville, Les Corvées-les-Yys, Le Coudray, Coudreceau, Courbehaye, Croisilles (Eure-et-Loir), La Croix-du-Perche, Crucey-Villages
- Haut – A
- B
- C
- D
- E
- F
- G
- H
- I
- J
- K
- L
- M
- N
- O
- P
- Q
- R
- S
- T
- U
- V
- W
- X
- Y
- Z

## D
| Blason de Dammarie | Blason  | Tranché : au 1) d'azur à la chemise de Marie d'or, au 2) d'or au séquoia de sinople ; aux trois filets accolés de gueules brochant sur la partition ; le tout sommé d'un chef de gueules chargé d'une couronne mariale de six étoiles d'or accostée de six épis de blé du même, trois à dextre et trois à senestre. |
| Blason de Dammarie | Détails | * Il y a là non-respect de la règle de contrariété des couleurs : ces armes sont fautives (gueules sur azur). Armes parlantes. (chemise de Marie) Créé en 1985 et présenté en janvier 1986. |

| Blason de Dangeau | Blason  | D'argent à la bande fuselée de gueules accompagnée en chef d'un lion d'azur. |
| Blason de Dangeau | Détails | Le statut officiel du blason reste à déterminer.                             |

| Blason de Denonville | Blason  | Fascé d'argent et de gueules de huit pièces |
| Blason de Denonville | Détails | Sur documents et site depuis au moins 2022. |

| Blason de Douy | Blason  | D'or à trois chevrons d'azur.                    |
| Blason de Douy | Détails | Le statut officiel du blason reste à déterminer. |

| Blason de Dreux | Blason  | Échiqueté d'or et d'azur. Devise / Cri« au guy l'an neuf » |
| Blason de Dreux | Détails | Le statut officiel du blason reste à déterminer.           |

Pas d'information pour les communes suivantes : Dambron, Dampierre-sous-Brou, Dampierre-sur-Avre, Dancy, Dangers, Digny, Donnemain-Saint-Mamès, Droue-sur-Drouette
- Haut – A
- B
- C
- D
- E
- F
- G
- H
- I
- J
- K
- L
- M
- N
- O
- P
- Q
- R
- S
- T
- U
- V
- W
- X
- Y
- Z

## E
| Blason de Écluzelles | Blason  | D'azur à une grappe de raisin au naturel, accostée de deux épis de blé tigés et ployés d'or, en bande à dextre et en barre à senestre. |
| Blason de Écluzelles | Détails | Présent sur les plaques de rue. |

| Blason de Écrosnes | Blason  | De gueules à six annelets d'argent ordonnés 3.2.1. |
| Blason de Écrosnes | Détails | Le statut officiel du blason reste à déterminer.   |

| Blason de Épernon | Blason  | D'azur à la tour d'argent ouverte, ajourée et maçonnée de sable surmontée de trois fleurs de lys d'or rangées en chef. |
| Blason de Épernon | Détails | Le statut officiel du blason reste à déterminer.                                                                       |

| Blason de Ermenonville-la-Grande | Blason  | D'argent à trois chevrons de gueules, à saint Martin à cheval partageant son manteau d'or brochant; au chef de sinople chargé de trois gerbes de blé d'or liées de gueules. |
| Blason de Ermenonville-la-Grande | Détails | Création Jean-François Binon, 2009. |

Pas d'information pour les communes suivantes :  Éole-en-Beauce, Épeautrolles, Ermenonville-la-Petite, Escorpain, Les Étilleux
- Haut – A
- B
- C
- D
- E
- F
- G
- H
- I
- J
- K
- L
- M
- N
- O
- P
- Q
- R
- S
- T
- U
- V
- W
- X
- Y
- Z

## F
| Blason de Faverolles | Blason  | De sinople à une tige de trois cosses de fèves d'or brochant sur un croissant d'argent posé en pointe accompagnée en chef de deux étoiles de gueules.                                                          |
| Blason de Faverolles | Détails | * Il y a là non-respect de la règle de contrariété des couleurs : ces armes sont fautives (étoiles de gueules sur champ de sinople). Armes parlantes. (fèves) Le statut officiel du blason reste à déterminer. |

| Blason de Ferté-Vidame (La) | Blason  | D'azur à un château de trois tours d'or maçonné de sable. |
| Blason de Ferté-Vidame (La) | Détails | Le statut officiel du blason reste à déterminer.          |

| Blason de Ferté-Villeneuil (La) | Blason  | De gueules à trois pals de vair, au chef d'or.   |
| Blason de Ferté-Villeneuil (La) | Détails | Le statut officiel du blason reste à déterminer. |

| Blason à dessiner | Blason  | Tranché: au 1er d'azur à la fontaine d'or, au 2e d'azur à la gerbe de blé d'or; au filet en bande d'argent brochant sur la partition; au chef crénelé d'or maçonné de sable. |
| Blason à dessiner | Détails | Le statut officiel du blason reste à déterminer. |

| Blason de Fresnay-le-Gilmert | Blason  | D'or à un lion de sable, armé et lampassé de gueules, accompagné en pointe de deux samares de frêne au naturel, celle de dextre posée en bande et celle de senestre en barre. |
| Blason de Fresnay-le-Gilmert | Détails | Le statut officiel du blason reste à déterminer. |

| Blason de Frétigny | Blason  | Tiercé en pairle renversé : au 1er d'azur à trois losanges d'or, au 2e de gueules à trois soleils non figurés d'or, au 3e de sinople à saint André de carnation, vêtu d'argent et auréolé d'or brochant sur un flanchis d'argent. |
| Blason de Frétigny | Détails | Le statut officiel du blason reste à déterminer. |

Pas d'information pour les communes suivantes : Fains-la-Folie, Favières (Eure-et-Loir), Le Favril (Eure-et-Loir), Fessanvilliers-Mattanvilliers, Flacey (Eure-et-Loir), Fontaine-la-Guyon, Fontaine-Simon, Fontenay-sur-Conie, Fontenay-sur-Eure, La Framboisière, Francourville, Frazé, Fresnay-l'Évêque, Fresnay-le-Comte, Friaize, Fruncé
- Haut – A
- B
- C
- D
- E
- F
- G
- H
- I
- J
- K
- L
- M
- N
- O
- P
- Q
- R
- S
- T
- U
- V
- W
- X
- Y
- Z

## G
| Blason de Gallardon | Blason  | D'or au chef de gueules.                         |
| Blason de Gallardon | Détails | Le statut officiel du blason reste à déterminer. |

| Blason de Gas | Blason  | De gueules à sept croissants d'argent ordonnés 3,3 et 1, au comble du même chargé de l'inscription GAS en lettre capitales de gueules, accompagnée de deux épis de blé au naturel, posés, celui de dextre, en bande, celui de senestre, en barre. |
| Blason de Gas | Détails | Le statut officiel du blason reste à déterminer. |

| Blason de Gasville-Oisème | Blason  | D'or au lion à la queue fourchue et passée en sautoir d'azur, armé d'argent et lampassé de gueules. |
| Blason de Gasville-Oisème | Détails | Le statut officiel du blason reste à déterminer.                                                    |

| Blason de Gaudaine (La) | Blason  | D'or à la bande de gueules chargée de trois étoiles d'argent posées à plomb, accompagnées de trois merlettes de sable, deux à senestre rangées en bande, une à dextre. |
| Blason de Gaudaine (La) | Détails | Le statut officiel du blason reste à déterminer. |

| Blason de Gault-Saint-Denis (Le) | Blason  | D'argent au chêne coupé au naturel fruité d'or, au chef d'azur chargé de trois gerbes de blé d'or ; le tout enfermé dans une bordure de gueules chargée d'une chaîne d'or. |
| Blason de Gault-Saint-Denis (Le) | Détails | Utilisé depuis mars 2023. |

| Blason de Gellainville | Blason  | Taillé : au 1er d'or à deux clés de sinople renversées et passées en sautoir, au 2d d'azur à la croix ancrée d'or. |
| Blason de Gellainville | Détails | Le statut officiel du blason reste à déterminer.                                                                   |

| Blason de Gilles | Blason  | D'argent à la croix enhendée d'azur percée, en cœur, d'un carreau en losange du champ, au chef de sinople chargé d'un épi d'orge d'or. |
| Blason de Gilles | Détails | Création Paul Didelot, 1990. |

| Blason de Gouillons | Blason  | De gueules à trois gerbes de blé d'or.           |
| Blason de Gouillons | Détails | Le statut officiel du blason reste à déterminer. |

| Blason de Guainville | Blason  | Écartelé d'azur au sautoir d'or et d'un losangé d'azur et d'or de trois tires ; à la tour d'argent maçonnée de sable brochant sur la partition. |
| Blason de Guainville | Détails | Création Pierre Riffaud et Denis Joulain. Adopté en septembre 2009.                                                                             |

| Blason de Le Gué-de-Longroi | Blason  | De gueules à sept filets ondés en fasce d'azur, à la fleur de lis d'argent accompagnée de deux épis de blé d'or, les tiges ployées et posées en chevron renversé, le tout brochant ; à la filière d'azur. |
| Blason de Le Gué-de-Longroi | Détails | * Il y a là non-respect de la règle de contrariété des couleurs : ces armes sont fautives (azur sur gueules). Le statut officiel du blason reste à déterminer.                                            |

| Blason de Guilleville | Blason  | De gueules à trois épis de blé, tigés, feuillés et empoignés d'or. |
| Blason de Guilleville | Détails | Présent sur les plaques de rue.                                    |

| Blason de Guillonville | Blason  | Tiercé en pairle renversé : au 1er d'azur à une croix huguenote d'argent, au 2e d'argent à deux clefs de gueules passées en sautoir, au 3e de sinople à trois épis de blé d'or les tiges aboutées en pairle renversé et accostés de deux hérons essorants affrontés d'argent. |
| Blason de Guillonville | Détails | Adopté le 11 mai 2023. |

Pas d'information pour les communes suivantes : Garancières-en-Beauce, Garancières-en-Drouais, Garnay, Germainville, Germignonville, Gohory, Gommerville (Eure-et-Loir), Goussainville (Eure-et-Loir)
- Haut – A
- B
- C
- D
- E
- F
- G
- H
- I
- J
- K
- L
- M
- N
- O
- P
- Q
- R
- S
- T
- U
- V
- W
- X
- Y
- Z

## H
| Blason de Hanches | Blason  | De sinople au griffon d'argent. |
| Blason de Hanches | Détails | Adopté le 26 septembre 1992.    |

| Blason de Houx | Blason  | Écartelé d'or chargé aux 1er & 2d de deux feuilles de houx en chevron renversé, au 3e d'une feuille de houx en bande et au 4e d'une feuille de houx en barre, le tout de sinople. |
| Blason de Houx | Détails | Armes parlantes. Le statut officiel du blason reste à déterminer. |

Pas d'information pour les communes suivantes : Happonvilliers, Havelu, Houville-la-Branche
- Haut – A
- B
- C
- D
- E
- F
- G
- H
- I
- J
- K
- L
- M
- N
- O
- P
- Q
- R
- S
- T
- U
- V
- W
- X
- Y
- Z

## I
| Blason de Illiers-Combray | Blason  | D'or à six annelets de gueules.                  |
| Blason de Illiers-Combray | Détails | Le statut officiel du blason reste à déterminer. |

Pas d'information pour les communes suivantes : Intréville
- Haut – A
- B
- C
- D
- E
- F
- G
- H
- I
- J
- K
- L
- M
- N
- O
- P
- Q
- R
- S
- T
- U
- V
- W
- X
- Y
- Z

## J
| Blason de Janville | Blason  | D'azur à la tour d'argent, ajourée et maçonnée de sable, ouverte du champ, accostée de deux gerbes de blé d'or; à la filière cousue de gueules.                                                            |
| Blason de Janville | Détails | * Ces armes emploient le terme « cousu » dans le seul but de contrevenir à la règle de contrariété des couleurs : elles sont fautives : gueules sur azur. Le statut officiel du blason reste à déterminer. |

Pas d'information pour les communes suivantes : Jallans, Jaudrais, Jouy (Eure-et-Loir)
- Haut – A
- B
- C
- D
- E
- F
- G
- H
- I
- J
- K
- L
- M
- N
- O
- P
- Q
- R
- S
- T
- U
- V
- W
- X
- Y
- Z

## L
| Blason de Levainville | Blason  | Mi-parti de sinople à deux lions léopardés d'or l'un au-dessus de l'autre, et du premier à six besants du second ordonnés 3, 2 et 1, au filet du même en orle et pal brochant sur le tout. |
| Blason de Levainville | Détails | Le statut officiel du blason reste à déterminer. |

| Blason de Lèves | Blason  | De gueules au lion à la queue léopardée d'argent ; au chef cousu d'azur chargé d'un soleil non figuré adextré d'une étoile et senestré d'une rose, le tout d'or. |
| Blason de Lèves | Détails | * Il y a là non-respect de la règle de contrariété des couleurs : ces armes sont fautives (azur sur gueules). Blason choisi par les habitants. En attente de validation par le conseil municipal. |
| Blason de Lèves | Alias   | D'azur au pont droit de cinq arches d'argent sommé, à senestre, de la cathédrale de Chartres du même, sa nef essorée de sinople et ses deux flèches aussi d'argent à senestre, à la rivière d'argent serpentant sous la deuxième arche vers la pointe à dextre, au lion à la queue léopardée d'or brochant sur le tout, à la filière du même, à la bordure aussi de sinople. |

| Blason de Logron | Blason  | D'azur à deux épis de blé d'or les tiges passées en sautoir en pointe, celui en barre brochant sur celui en bande, surmontés d'une colombe en vol d'argent; à la filière du même. |
| Blason de Logron | Détails | Le statut officiel du blason reste à déterminer. |

| Blason de Lormaye | Blason  | De gueules à la fasce ondée d’argent accompagnée en chef de trois feuilles d’orme d’or posées en barre rangées en chef et en pointe d’un clocher du même. |
| Blason de Lormaye | Détails | Armes parlantes. (ormes) Adopté le 6 octobre 2015. |

| Blason de Loupe (La) | Blason  | De sable au sautoir d'argent, à l'écusson du même au chêne terrassé de sinople brochant en abîme sur le tout. |
| Blason de Loupe (La) | Détails | Le statut officiel du blason reste à déterminer.                                                              |

| Blason de Louville-la-Chenard | Blason  | D'argent aux deux fasces de sable.               |
| Blason de Louville-la-Chenard | Détails | Le statut officiel du blason reste à déterminer. |

| Blason de Lucé | Blason  | Tiercé en fasce d'argent, de sinople au soleil d'or non figuré, et de gueules. |
| Blason de Lucé | Détails | Le statut officiel du blason reste à déterminer.                               |

| Blason de Luigny | Blason  | D'azur à la barre d'or chargée d'une hache de bûcheron d'argent emmanchée au naturel, accompagnée d'une tête de loup arrachée d'argent en chef et d'un bouquet de feuilles de chêne autour d'un gland en pointe le tout au naturel. |
| Blason de Luigny | Détails | Le statut officiel du blason reste à déterminer. |

| Blason de Luisant | Blason  | De gueules à la lettre L capitale d'argent encadrant un louis d'or, au chef cousu d'azur chargé de trois épis de blé aussi d'or. Devise / Cri« nil mirari » (ne s'étonner de rien). |
| Blason de Luisant | Détails | * Il y a là non-respect de la règle de contrariété des couleurs : ces armes sont fautives (azur sur gueules).                                                                       |

| Blason de Lutz-en-Dunois | Blason  | De sinople au calvaire du lieu au pied duquel broche une église de sable, et accolé de deux épis de blé tigés et feuillés d'or. |
| Blason de Lutz-en-Dunois | Détails | Adopté en 2012 à la suite d'un concours.                                                                                        |

Pas d'information pour les communes suivantes : Lamblore, Landelles, Langey, Lanneray, Laons, Léthuin, Levesville-la-Chenard, Loigny-la-Bataille, Louvilliers-en-Drouais, Louvilliers-lès-Perche, Lumeau, Luplanté, Luray
- Haut – A
- B
- C
- D
- E
- F
- G
- H
- I
- J
- K
- L
- M
- N
- O
- P
- Q
- R
- S
- T
- U
- V
- W
- X
- Y
- Z

## M
| Blason de Magny | Blason  | Coupé d'azur à la perdrix en vol au naturel, et de gueules à la gerbe de blé d'or. |
| Blason de Magny | Détails | Création Raymond Marcé, adoptée en 1982                                            |

| Blason de Maillebois | Blason  | Parti d'hermine au chef denché de gueules, et d'or au lion couronné de sinople. |
| Blason de Maillebois | Détails | Le statut officiel du blason reste à déterminer.                                |

| Blason de Maintenon | Blason  | De gueules à la bande d'or; au franc-quartier d'argent chargé d'une tête de lion couronnée de sable. |
| Blason de Maintenon | Détails | Le statut officiel du blason reste à déterminer.                                                     |

| Blason de Mainvilliers | Blason  | De gueules à l'épée d'argent garnie d'or, aux deux clefs à l'anneau en losange, l'une du même et l'autre aussi d'argent, passées en sautoir brochant sur le tout. |
| Blason de Mainvilliers | Détails | Le statut officiel du blason reste à déterminer. |

| Blason de Marboué | Blason  | Taillé d'azur à l'église d'argent, et d'un coupé de gueules et d'azur au pont droit de quatre arches d'argent maçonné de sable mouvant du flanc senestre et des traits de partition. |
| Blason de Marboué | Détails | Le statut officiel du blason reste à déterminer. |

| Blason de Marchéville | Blason  | Parti : au 1er de gueules à une gerbe de blé d'or, au 2d d'argent à une couronne de laurier de sinople ; au chef ondé d'azur chargé d'un faisan d'or. |
| Blason de Marchéville | Détails | Le statut officiel du blason reste à déterminer. |

| Blason de Marchezais | Blason  | De gueules à l’épi de blé d’or tigé et feuillé de deux pièces de sinople adextré en chef d’un silo à grain d’argent, au chef d’or chargé de trois roseaux au naturel. |
| Blason de Marchezais | Détails | Le statut officiel du blason reste à déterminer. |

| Blason de Marolles-les-Buis | Blason  | Parti d'azur et de gueules, à une croix de Lorraine d'argent brochant sur la partition ; à la champagne du même chargée d'une branche de buis de sinople. |
| Blason de Marolles-les-Buis | Détails | Armes parlantes (buis). Présent à l'entrée de la mairie.                                                                                                  |

| Blason à dessiner | Blason  | Parti d'azur et d'argent: le 1er chargé en chef du gros chêne, arbre remarquable du lieu, de sinople futé de sable brochant en partie sur le 2e du parti, le 2e chargé en chef d'un écusson d'argent à trois chevrons de gueules timbré d'une couronne de comte; le tout accompagné en pointe d'un bourg d'argent brochant, couvert, ouvert et ajouré de sable aux buissons du même, soutenu de deux glands, chacun feuillé d'une pièce, de sinople passés en sautoir; à l'inscription en lettres capitales « MEAUCÉ » de gueules brochant en fasce sur le tout. |
| Blason à dessiner | Détails | Le statut officiel du blason reste à déterminer. |

| Blason de Méréglise | Blason  | Tiercé en pairle renversé: au 1) de sinople à une gerbe de blé d'or liée de gueules, au 2) d'argent à trois canettes de sable becquées et membrées de gueules, au 3) d'azur à la burelle ondée surmontée d'une truite à dextre et d'un menhir à senestre, le tout d'argent, et à une façade d'église (du lieu) d'or, ouverte de tenné et surmontée d'un clocher de sable, brochant sur la burelle. |
| Blason de Méréglise | Détails | Création JF Binon. Adopté le 22 avril 2022. |

| Blason de Meslay-le-Grenet | Blason  | De gueules à trois gerbes de blé d'or, liées du champ et à la filière d'argent |
| Blason de Meslay-le-Grenet | Détails | Utilisé par la commune sur ses plaques de rue depuis au moins 2013.            |

| Blason de Meslay-le-Vidame | Blason  | D'or à deux fasces de sable accompagnées de neuf merlettes du même, 3, 3 et 3.                      |
| Blason de Meslay-le-Vidame | Détails | Armes de la famille de Meslay, vidame de Chartres. Le statut officiel du blason reste à déterminer. |

| Blason de Mesnil-Simon (Le) | Blason  | Parti: au 1er de sinople à la gerbe de blé d'or, au 2e d'or au lion de sinople; le tout sommé d'un chef ondé de gueules chargé de trois mains dextres d'or, appaumées, renversées et ordonnées 2 et 1. |
| Blason de Mesnil-Simon (Le) | Détails | Création Mme Catherine Berry. Adopté le 23 juin 2011. |

| Blason de Mévoisins | Blason  | D'or à l'arbre abaissé au naturel.               |
| Blason de Mévoisins | Détails | Le statut officiel du blason reste à déterminer. |

| Blason de Miermaigne | Blason  | Écartelé d'azur à la croix potencée d'or cantonnée de quatre croisettes du même, au chef cousu de gueules chargé d'un gland d'or feuillé de deux pièces de sinople en chevron ; et d'azur au chevron d'or accompagné de trois croissants d'argent. |
| Blason de Miermaigne | Détails | * Il y a là non-respect de la règle de contrariété des couleurs : ces armes sont fautives (azur sur gueules). Le statut officiel du blason reste à déterminer.                                                                                     |

| Blason de Mittainvilliers-Vérigny | Blason  | D'hermine à la barre de gueules chargée de deux épis de blé tigés et feuillés d'or posés à plomb. |
| Blason de Mittainvilliers-Vérigny | Détails | Article de presse L’Écho Répulicain du 9 mars 2020                                                |

| Blason de Montigny-le-Chartif | Blason  | Coupé ondé de sinople à trois fleurs de lis d'or surmontées d'un lambel du même, et d'argent à trois chevrons de gueules. |
| Blason de Montigny-le-Chartif | Détails | Le statut officiel du blason reste à déterminer.                                                                          |

| Blason de Morvilliers | Blason  | D'argent à une croix pattée de gueules, mantelé d'azur à trois tronçons de trois maillons de chaîne d'or, celui de la pointe brisé, posés en pal et mal ordonnés. |
| Blason de Morvilliers | Détails | Confirmé par la mairie. |

Pas d'information pour les communes suivantes : Maisons (Eure-et-Loir), La Mancelière, Manou (Eure-et-Loir), Margon (Eure-et-Loir), Marville-Moutiers-Brûlé, Le Mée, Mérouville, Le Mesnil-Thomas, Mézières-au-Perche, Mézières-en-Drouais, Mignières, Mittainvilliers, Moinville-la-Jeulin, Moléans, Mondonville-Saint-Jean, Montainville (Eure-et-Loir), Montboissier, Montharville, Montigny-le-Gannelon, Montigny-sur-Avre, Montireau, Montlandon (Eure-et-Loir), Montreuil (Eure-et-Loir), Morainville, Morancez, Moriers, Mottereau, Moulhard, Moutiers (Eure-et-Loir)
- Haut – A
- B
- C
- D
- E
- F
- G
- H
- I
- J
- K
- L
- M
- N
- O
- P
- Q
- R
- S
- T
- U
- V
- W
- X
- Y
- Z

## N
| Blason de Nogent-le-Roi | Blason  | D'azur au chevron accompagné de deux roses en chef et d'une tête de loup arrachée en pointe, le tout d'argent. |
| Blason de Nogent-le-Roi | Détails | Le statut officiel du blason reste à déterminer.                                                               |

| Blason de Nogent-le-Rotrou | Blason  | D'azur au lion d'argent accosté de deux fleurs de lys d'or. |
| Blason de Nogent-le-Rotrou | Détails | Le statut officiel du blason reste à déterminer.            |

| Blason à dessiner | Blason  | Tranché: au 1er de gueules au pont isolé d'argent à cinq arches, trois petites à dextre et deux plus grandes à senestre, soutenu de deux burelles ondées alésées d'azur et accompagné en pointe d'une gerbe de blé d'or liée d'argent, au 2e d'argent à l'église du lieu d'or et d'argent, essorée de gueules et surmontée d'une grappe de raisin de sinople feuillée de pourpre. |
| Blason à dessiner | Détails | Le statut officiel du blason reste à déterminer. |

Pas d'information pour les communes suivantes : Néron (Eure-et-Loir), Neuvy-en-Beauce, Neuvy-en-Dunois, Nogent-le-Phaye, Nonvilliers-Grandhoux, Nottonville
- Haut – A
- B
- C
- D
- E
- F
- G
- H
- I
- J
- K
- L
- M
- N
- O
- P
- Q
- R
- S
- T
- U
- V
- W
- X
- Y
- Z

## O
| Blason de Oinville-Saint-Liphard | Blason  | De gueules à trois gerbes de blé d'or liées de sable. |
| Blason de Oinville-Saint-Liphard | Détails | Le statut officiel du blason reste à déterminer.      |

| Blason à dessiner | Blason  | Tranché: au 1er d'or au logo de la Communauté de Communes de la Beauce d'Orgères d'azur, au 2e d'azur à la gerbe de blé d'or posée en bande; à la bande d'argent chargée de l'inscription « Orgères-en-Beauce » d'azur, brochant sur la partition. |
| Blason à dessiner | Détails | Le statut officiel du blason reste à déterminer. |

| Blason de Ouarville | Blason  | D’or au moulin à vent de sinople.                |
| Blason de Ouarville | Détails | Le statut officiel du blason reste à déterminer. |

| Blason de Oulins | Blason  | Tiercé en chevron de gueules, d'azur et d'argent, l'azur aux deux lions affrontés d'or armés et lampassés de sable et posés en chevron. |
| Blason de Oulins | Détails | Adopté le 15 mai 2009. |

| Blason de Oysonville | Blason  | Deux écus accolés : le 1er d'or à la croix de gueules chargée de cinq coquilles d'argent, le 2d de gueules à trois fleurs de lys d'argent. |
| Blason de Oysonville | Détails | Le statut officiel du blason reste à déterminer.                                                                                           |

Pas d'information pour les communes suivantes : Oinville-sous-Auneau, Ollé, Orlu (Eure-et-Loir), Ormoy (Eure-et-Loir), Orrouer, Ouerre
- Haut – A
- B
- C
- D
- E
- F
- G
- H
- I
- J
- K
- L
- M
- N
- O
- P
- Q
- R
- S
- T
- U
- V
- W
- X
- Y
- Z

## P
| Blason de Poisvilliers | Blason  | De gueules à trois gerbes d'or liées de sable; à la filière d'argent. |
| Blason de Poisvilliers | Détails | Le statut officiel du blason reste à déterminer.                      |

| Blason de Pontgouin | Blason  | D'azur au pont droit d'argent surmonté d'un soleil non figuré de huit rais droits d'or à dextre et d'un crosseron contourné du même à senestre, l'arche encadrant une jumelle ondée alésée aussi d'or. |
| Blason de Pontgouin | Détails | Armes parlantes. Le statut officiel du blason reste à déterminer. |

| Blason de Prasville | Blason  | D'azur au chevron d'or, accompagné en chef à dextre d'un pic de carrier d’argent emmanché d'or, à senestre d'un épi de blé tigé et feuillé de deux pièces d'or et en pointe, d'une tour d'argent ouverte ajourée et maçonnée de sable. |
| Blason de Prasville | Détails | Le statut officiel du blason reste à déterminer. |

| Blason à dessiner | Blason  | D'or à deux bandes de gueules, chargées chacune de quatre coquilles [?] d'argent posées à plomb. |
| Blason à dessiner | Détails | Le statut officiel du blason reste à déterminer.                                                 |

| Blason de Prunay-le-Gillon | Blason  | De sinople à dix annelets d'or ordonnés 3.3.3.1. |
| Blason de Prunay-le-Gillon | Détails | Le statut officiel du blason reste à déterminer. |

| Blason de Puiset (Le) | Blason  | D'argent au lion de gueules armé et lampassé d'or. |
| Blason de Puiset (Le) | Détails | Le statut officiel du blason reste à déterminer.   |

| Blason de Puiseux | Blason  | D'azur au chevron d'argent, accompagné en chef de deux étoiles d'or et en pointe d'une quintefeuille d'argent. Devise / CriEux puis-eux |
| Blason de Puiseux | Détails | Le statut officiel du blason reste à déterminer.                                                                                        |

Pas d'information pour les communes suivantes : Péronville, Pézy, Pierres (Eure-et-Loir), Les Pinthières, Poinville, Poupry, Pré-Saint-Martin, Prudemanche, La Puisaye
- Haut – A
- B
- C
- D
- E
- F
- G
- H
- I
- J
- K
- L
- M
- N
- O
- P
- Q
- R
- S
- T
- U
- V
- W
- X
- Y
- Z

## R
| Blason de Réclainville | Blason  | De gueules à trois gerbes de blé d'or, liées de sable. |
| Blason de Réclainville | Détails | Le statut officiel du blason reste à déterminer.       |

| Blason de Rouvres | Blason  | D'azur à la bande ondée d'argent accompagnée de deux glands feuillés de deux pièces d'or, celui en pointe renversé, à l'épée basse du même brochant sur la bande, au chef de gueules chargé de onze soleils d'or ordonnés 6.5. |
| Blason de Rouvres | Détails | * Il y a là non-respect de la règle de contrariété des couleurs : ces armes sont fautives (gueules sur azur). Le statut officiel du blason reste à déterminer.                                                                 |

Pas d'information pour les communes suivantes : Les Ressuintes, Revercourt, Rohaire, Roinville (Eure-et-Loir), Romilly-sur-Aigre, Rouvray-Saint-Denis, Rouvray-Saint-Florentin, Rueil-la-Gadelière
- Haut – A
- B
- C
- D
- E
- F
- G
- H
- I
- J
- K
- L
- M
- N
- O
- P
- Q
- R
- S
- T
- U
- V
- W
- X
- Y
- Z

## S
| Blason de Saint-Ange-et-Torçay | Blason  | D'or à la tour d'azur.                           |
| Blason de Saint-Ange-et-Torçay | Détails | Le statut officiel du blason reste à déterminer. |

| Blason de Saint-Aubin-des-Bois | Blason  | Parti d'azur à la crosse d'or, et d'un coupé de gueules à la gerbe de blé d'or liée d'argent et d'or au chêne de sinople englanté de sable. |
| Blason de Saint-Aubin-des-Bois | Détails | La commune s'est dotée d'un blason en 1984.                                                                                                 |

| Blason de Saint-Arnoult-des-Bois | Blason  | Parti d'un coupé d'or à la pompe à eau du lieu au naturel, et d'or à deux arbres au naturel, celui de dextre penché en barre et brochant sur l'autre ; et de gueules à Saint Arnoult, évêque, d'or tenant de sa senestre une crosse contournée du même ; à la bordure de sinople chargée en flancs et en pointe de douze épis de blé feuillés de deux pièces d'or, posés dans le sens de la bordure ; sur le tout au comble d’argent chargé de l’inscription en lettres gothiques de sable « Saint-Arnoult-des-Bois ». Devise / CriL'énergie de la campagne |
| Blason de Saint-Arnoult-des-Bois | Détails | Le statut officiel du blason reste à déterminer. |

| Blason de Saint-Christophe | Blason  | D'azur au buste de saint Christophe portant l'enfant Jésus sur son épaule, soutenu de deux épis de blé passés en sautoir, le tout d'argent. |
| Blason de Saint-Christophe | Détails | Armes parlantes. Le statut officiel du blason reste à déterminer.                                                                           |

| Blason de Saint-Denis-d'Authou | Blason  | Coupé : au 1er parti au I de sinople à un crosseron d'or, au II d'argent à trois chevrons de gueules, au 2d d'azur à une couleuvre d'or ondoyant en pal et languée de gueules, accostée de deux épis de blé tigés et feuillés d'or, celui de dextre posé en bande et celui de senestre en barre. |
| Blason de Saint-Denis-d'Authou | Détails | Le statut officiel du blason reste à déterminer. |

| Blason de Saint-Georges-sur-Eure | Blason  | D'argent à saint Georges contourné de carnation, armé de pied en cap de sable, le manteau voltigeant de gueules, sur son cheval au naturel harnaché de sable et sellé d'azur, terrassant de sa lance d'argent un dragon de sinople lampassé de gueules. |
| Blason de Saint-Georges-sur-Eure | Détails | Armes parlantes. Le statut officiel du blason reste à déterminer. |

| Blason de Saint-Jean-de-Rebervilliers | Blason  | D'azur à trois fleurs de lys d'or surmontées d'un lambel d'argent.                            |
| Blason de Saint-Jean-de-Rebervilliers | Détails | La commune utilise le blason de l'Orléanais. Le statut officiel du blason reste à déterminer. |

| Blason de Saint-Jean-Pierre-Fixte | Blason  | Taillé de sinople à la pierre du lieu fichée d'or et senestrée à sa base d'une pierre couchée du même, et d'azur à la fontaine miraculeuse du lieu d'argent. |
| Blason de Saint-Jean-Pierre-Fixte | Détails | Le statut officiel du blason reste à déterminer. |

| Blason de Saint-Laurent-la-Gâtine | Blason  | De gueules au chevron d'argent accompagné de deux étoiles d'or en chef et d'un tourteau cousu de sable en pointe.                                                                                           |
| Blason de Saint-Laurent-la-Gâtine | Détails | * Ces armes emploient le terme « cousu » dans le seul but de contrevenir à la règle de contrariété des couleurs : elles sont fautives : sable sur gueules. Le statut officiel du blason reste à déterminer. |

| Blason de Saint-Lubin-de-la-Haye | Blason  | Chevronné de gueules et d'or de six pièces, à l'écusson brochant du même chargé d'une couleuvre ondoyante d'azur posée en pal. |
| Blason de Saint-Lubin-de-la-Haye | Détails | Le statut officiel du blason reste à déterminer.                                                                               |

| Blason de Saint-Martin-de-Nigelles | Blason  | De sinople à la barre cousue d'azur, chargée d'un filet ondé en barre d'argent, accompagnée en chef d'une crosse contournée d'or mouvant de la barre et à la fleur de nigelle d'azur brochant sur le fût de la crosse et en pointe d'une roue à aubes d'or brochant en partie sur la barre. |
| Blason de Saint-Martin-de-Nigelles | Détails | Armes parlantes. (nigelle) * Ces armes emploient le terme « cousu » dans le seul but de contrevenir à la règle de contrariété des couleurs : elles sont fautives : azur sur sinople. Le statut officiel du blason reste à déterminer.                                                       |

| Blason de Saint-Maurice-Saint-Germain | Blason  | Taillé d'azur à la croix tréflée d'argent, et de sinople à l'épine d'or. |
| Blason de Saint-Maurice-Saint-Germain | Détails | Le statut officiel du blason reste à déterminer.                         |

| Blason de Saint-Ouen-Marchefroy | Blason  | Parti de pourpre et de sinople ; à l’écusson brochant d’azur, aux cinq croisettes latines au pied fiché d’or rangées en sautoir. Devise / CriProtéger est notre choix.                   |
| Blason de Saint-Ouen-Marchefroy | Détails | Le pourpre pour Saint-Ouen évêque, le vert pour la nature, l'abîme d'azur et d'or aux couleurs de la France avec les 5 croix de France. Le statut officiel du blason reste à déterminer. |

| Blason de Saint-Piat | Blason  | De gueules au chevron d'or.                      |
| Blason de Saint-Piat | Détails | Le statut officiel du blason reste à déterminer. |

| Blason de Saint-Rémy-sur-Avre | Blason  | Tranché au 1) d'azur aux trois fleurs de lys d'or ordonnées en orle, au 2) de gueules aux deux léopards d'or rangés en bande. |
| Blason de Saint-Rémy-sur-Avre | Détails | Le statut officiel du blason reste à déterminer.                                                                              |

| Blason de Sainte-Gemme-Moronval | Blason  | Écartelé d'un échiqueté d'azur et d'or (Dreux) et de sable à deux pals d'or. |
| Blason de Sainte-Gemme-Moronval | Détails | Le statut officiel du blason reste à déterminer.                             |

| Blason de Saintigny | Blason  | Deux écus accolés : 1. Coupé : au 1er parti au I de sinople à un crosseron d'or, au II d'argent à trois chevrons de gueules, au 2d d'azur à une couleuvre d'or ondoyant en pal et languée de gueules, accostée de deux épis de blé tigés et feuillés d'or, celui de dextre posé en bande et celui de senestre en barre (qui est de Saint-Denis-d'Authou). 2. Tiercé en pairle renversé : au 1er d'azur à trois losanges d'or, au 2e de gueules à trois soleils non figurés d'or, au 3e de sinople à saint André de carnation, vêtu d'argent et auréolé d'or brochant sur un flanchis d'argent (qui est de Frétigny). |
| Blason de Saintigny | Détails | Le statut officiel du blason reste à déterminer. |

| Blason de Sandarville | Blason  | De sinople au sautoir d'argent accompagné en chef et en pointe d'une quintefeuille du même et à dextre et senestre d'un épi d'or; sur le tout, de gueules au cheval cabré d'argent tenant entre ses pattes une crosse d'or. |
| Blason de Sandarville | Détails | Le statut officiel du blason reste à déterminer. |

| Blason de Senantes | Blason  | D'azur à la bande d'argent accompagnée de six besants d'or ordonnés en orle. |
| Blason de Senantes | Détails | Le statut officiel du blason reste à déterminer.                             |

| Blason de Senonches | Blason  | D'argent à une croix pattée de gueules, cantonnée de quatre aigles de sable membrées et becquées de gueules. |
| Blason de Senonches | Détails | Le statut officiel du blason reste à déterminer.                                                             |

| Blason de Souancé-au-Perche | Blason  | Parti : au 1er fascé de gueules et d'argent, les cinq premières fasces chargées de deux croisettes tréflées, la dernière d'une seule, de l'un en l'autre, au 2d d'or à une tour de sable maçonnée du champ. |
| Blason de Souancé-au-Perche | Détails | Le statut officiel du blason reste à déterminer. |
| Blason de Souancé-au-Perche | Alias   | D'azur au chevron d'or ; au chef d'or chargé de trois tourteaux de gueules. |

Pas d'information pour les communes suivantes : Saint-Avit-les-Guespières, Saint-Bomer, Saint-Cloud-en-Dunois, Saint-Denis-des-Puits, Saint-Denis-les-Ponts, Saint-Éliph, Saint-Éman, Saint-Germain-le-Gaillard (Eure-et-Loir), Saint-Hilaire-sur-Yerre, Saint-Léger-des-Aubées, Saint-Lubin-de-Cravant, Saint-Lubin-des-Joncherets, Saint-Lucien (Eure-et-Loir), Saint-Luperce, Saint-Maixme-Hauterive, Saint-Maur-sur-le-Loir, Saint-Pellerin (Eure-et-Loir), Saint-Prest, Saint-Sauveur-Marville, Saint-Victor-de-Buthon, Sainville, Sancheville, Santeuil (Eure-et-Loir), Santilly (Eure-et-Loir), La Saucelle, Saulnières (Eure-et-Loir), Saumeray, Saussay (Eure-et-Loir), Serazereux, Serville (Eure-et-Loir), Soizé, Sorel-Moussel, Soulaires, Sours
- Haut – A
- B
- C
- D
- E
- F
- G
- H
- I
- J
- K
- L
- M
- N
- O
- P
- Q
- R
- S
- T
- U
- V
- W
- X
- Y
- Z

## T
| Blason de Terminiers | Blason  | D'azur à la bande d'argent chargée de l'inscription « TERMINIERS » de sable, accompagnée en chef d'un écusson d'argent chargé de trois fleurs de lis d'or et en pointe de trois épis de blé empoignés d'or. |
| Blason de Terminiers | Détails | * Il y a là non-respect de la règle de contrariété des couleurs : ces armes sont fautives (or sur argent). Le statut officiel du blason reste à déterminer.                                                 |

| Blason de Thiron-Gardais | Blason  | D'azur au dextrochère de carnation mouvant du flanc senestre et tenant une crosse pastorale de sinople (d'or) accompagnée de deux fleurs de lis d'or rangées en bande et de deux étoiles du même en barre. |
| Blason de Thiron-Gardais | Détails | Le statut officiel du blason reste à déterminer. |

| Blason de Toury (Eure-et-Loir) | Blason  | D'azur au tau d'or ajouré en pointe du champ, accosté à dextre d'un pain de sucre d'argent et à senestre d'une gerbe de blé d'or. |
| Blason de Toury (Eure-et-Loir) | Détails | Le statut officiel du blason reste à déterminer.                                                                                  |

| Blason de Tremblay-les-Villages | Blason  | De gueules à la barre d’argent accompagnée de six merlettes du même ordonnées en orle. |
| Blason de Tremblay-les-Villages | Détails | Le statut officiel du blason reste à déterminer.                                       |

| Blason de Tréon | Blason  | D'or à l'écusson de gueules à la couronne de marquis du champ, accompagné de huit merlettes de sable ordonnées en orle. |
| Blason de Tréon | Détails | Le statut officiel du blason reste à déterminer.                                                                        |

| Blason de Trizay-Coutretot-Saint-Serge | Blason  | D’argent aux trois chevrons de gueules, au chef ondé de sinople chargé de trois portails de chapelle d’argent maçonnés de sable et soutenus d’azur. |
| Blason de Trizay-Coutretot-Saint-Serge | Détails | Le statut officiel du blason reste à déterminer. |

| Blason de Trizay-lès-Bonneval | Blason  | Tiercé en pairle renversé : au 1er de gueules à une épée basse d'argent posée en barre supportant un manteau d'or, au 2e de sinople à un dolmen d'argent, au 3e d'argent à la fasce ondée d'azur. |
| Blason de Trizay-lès-Bonneval | Détails | Le statut officiel du blason reste à déterminer. |

Pas d'information pour les communes suivantes : Theuville (Eure-et-Loir), Le Thieulin, Thimert-Gâtelles, Thivars, Thiville, Tillay-le-Péneux, Trancrainville
- Haut – A
- B
- C
- D
- E
- F
- G
- H
- I
- J
- K
- L
- M
- N
- O
- P
- Q
- R
- S
- T
- U
- V
- W
- X
- Y
- Z

## U
Pas d'information pour les communes suivantes : Umpeau, Unverre

## V
| Blason de Vernouillet | Blason  | D'argent au cep de vigne arraché de gueules, au chef d'azur chargé d'une gerbe de blé du champ accostée de deux roues de moulin du même. |
| Blason de Vernouillet | Détails | Adopté le 7 décembre 1978. |

| Blason de Villiers-le-Morhier | Blason  | De gueules à la fasce d’or, accompagnée de six coquilles d’argent, trois rangées en chef et trois rangées en pointe. |
| Blason de Villiers-le-Morhier | Détails | Le statut officiel du blason reste à déterminer.                                                                     |

| Blason de Villemaury | Blason  | Écartelé : au 1er de gueules à deux rocs d'échiquier d'or rangés en barre (Civry), au 2e d'or au calvaire du lieu au naturel au pied duquel broche une église de sable et accolé de deux épis de blé tigés et feuillés au naturel (Lutz en Dunois), au 3e d'or à trois fers de moulin de sable rangés en bande (Ozoir le Breuil), au 4e de gueules à sept coquilles d'argent posées 3, 2 et 2 (Saint-Cloud en Dunois). |
| Blason de Villemaury | Détails | Création Bruno Lebas. Adopté en juin 2017. |

| Blason de Voves | Blason  | D'azur au râteau levé d'argent, au moulin à vent d'or brochant sur le manche, accosté de deux gerbes de blé du même. |
| Blason de Voves | Détails | Le statut officiel du blason reste à déterminer.                                                                     |

Pas d'information pour les communes suivantes : Vald'Yerre, Varize (Eure-et-Loir), Vaupillon, Ver-lès-Chartres, Vérigny, Vert-en-Drouais, Viabon, Vichères, Vierville (Eure-et-Loir), Vieuvicq, Les Villages Vovéens, Villampuy, Villars (Eure-et-Loir), Villeau, Villebon (Eure-et-Loir), Villemeux-sur-Eure, Villeneuve-Saint-Nicolas, Villiers-Saint-Orien, Vitray-en-Beauce, Voise
- Haut – A
- B
- C
- D
- E
- F
- G
- H
- I
- J
- K
- L
- M
- N
- O
- P
- Q
- R
- S
- T
- U
- V
- W
- X
- Y
- Z

## Y
| Blason de Yèvres | Blason  | Tiercé en pairle : au 1er d'azur au pont isolé de deux arches d'argent, au 2e de sable à l'église du lieu d'or couverte et ajourée d'argent, au 3e de sinople à quatre épis de blé empoignés et noués d'or ; au filet en pairle d'or brochant sur la partition, les extrémités en chef pattées. |
| Blason de Yèvres | Détails | Le statut officiel du blason reste à déterminer. |

| Blason de Ymonville | Blason  | De gueules à trois gerbes de blé d'or, liées de sable; à la filière d'argent. |
| Blason de Ymonville | Détails | Le statut officiel du blason reste à déterminer.                              |

Pas d'information pour les communes suivantes : Yermenonville, Ymeray